# 马隘镇
马隘镇，是中华人民共和国广西壮族自治区百色市德保县下辖的一个乡镇级行政单位。

## 行政区划
马隘镇下辖以下地区：
马隘村、安阳村、大年村、贤李村、路甲村、太和村、叫查村、多孟村、大喜村、多学村、马牌村、多雅村、巴隆村、古寿村、多意村、排留村、晚旧村、多宋村、排或村、多位村和甲荣村。